# Loriquet de Forsten
Trichoglossus forsteni
Espèce
Statut de conservation UICN

 EN  : En danger
Statut CITES
Le Loriquet de Forsten ou Loriquet à face bleue (Trichoglossus forsteni) est une espèce d'oiseau de la famille des Psittacidae.
Son nom commémore le naturaliste néerlandais Eltio Alegondas Forsten (nl) (1811–1843).
Cet oiseau vit à travers les petites îles de la Sonde occidentales.